# 數碼戲胞
數碼戲胞娛樂股份有限公司為台灣線上遊戲公司，於2002年9月12日成立，因《彈水阿給》的成功而成為開啟線上遊戲免費化的先驅。但由於財務問題且董事長捲款潛逃，於2006年4月17日倒閉。

## 旗下代理過的遊戲
- 以下僅列出曾經出現在DigiQ平台上的遊戲，未按時間順序排序。

### FreeQ
- 免月費型遊戲（以販售虛擬裝備與道具方式營利）
  - 彈水阿給（2006年6月5日由遊戲橘子正式取得代理，改名為爆爆王）
  - Free Style：數碼戲胞惡意倒閉後，由紅心辣椒接手代理（2006 - 2017年7月31日），現今由LINE旗下服務LINE Play on Desktop（簡稱：LINE POD）授權代理，於2020年5月28日上市營運。
  - 榮耀Online / Carpe Diem Online / 카르페디엠：於 2008 年 7 月 25 日由網尹科技（YNK Taiwan）正式宣佈取得代理權並改名為榮耀世紀Online，於 9 月 5 日正式封閉測試，於 9 月 26 日公開測試。
  - S.O.S 校園救難隊 / Save Our School Online
  - 神武Online：製作廠商為比母比科技。

### 需付費遊戲
- 月費型遊戲
  - 神之領域：現在的「新神之領域」。
  - 神影特攻：原「破碎銀河系」。
  - 天翼之鍊：現在的「新天翼之鍊」。
  - GNO：鋼彈Online / Gundam Network Operation。
  - 真‧瘋狂麻雀館：製作廠商為數碼戲胞。

## 歷任董事長
1. 林煜晉
2. 郭明昌

## 相關企業
- 年代集團 (數碼戲胞成立之初，資金來自年代集團；但於數碼戲胞後期，己從年代集團獨立出來)
- 上揚國際與必萊恩均自數碼戲胞獨立，員工多來自數碼戲胞，前者為遊戲行銷公司，後者則經營網路社群與電子商務。但自從數碼戲胞停業後，這兩家關係企業應也跟著停業了。〈解散子公司上揚整合國際 ……工商時報 2006/03/04 〉
- 鼎太國際 (原名迪戎國際，堅持與數碼戲胞僅有業務關係。)
- 玫瑰大眾唱片 (策略聯盟關係，鼎太國際從和信超媒體買下大眾、玫瑰唱片母公司g-music的股權。)
- 電子商務合約蕃薯藤向數碼戲胞喊卡 (工商時報 2006/03/04)

## 外部連結
- 數碼戲胞欠薪 鼎太金援 自由電子報-2006年2月19日
- 棄保潛逃 兩人雙赴中國 自由電子報-2006年4月28日